# Horní Pochlovice

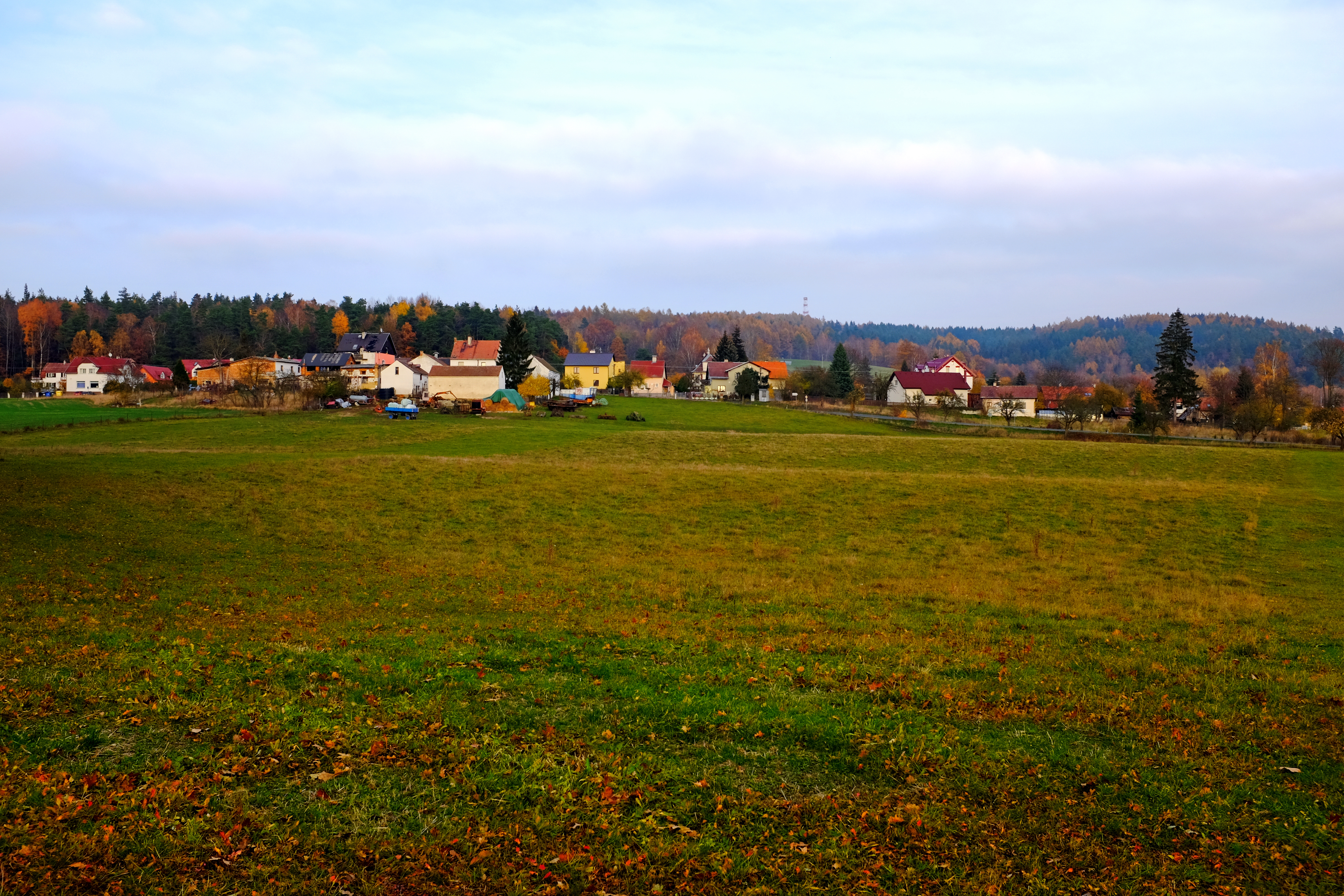
Blick auf Horní Pochlovice

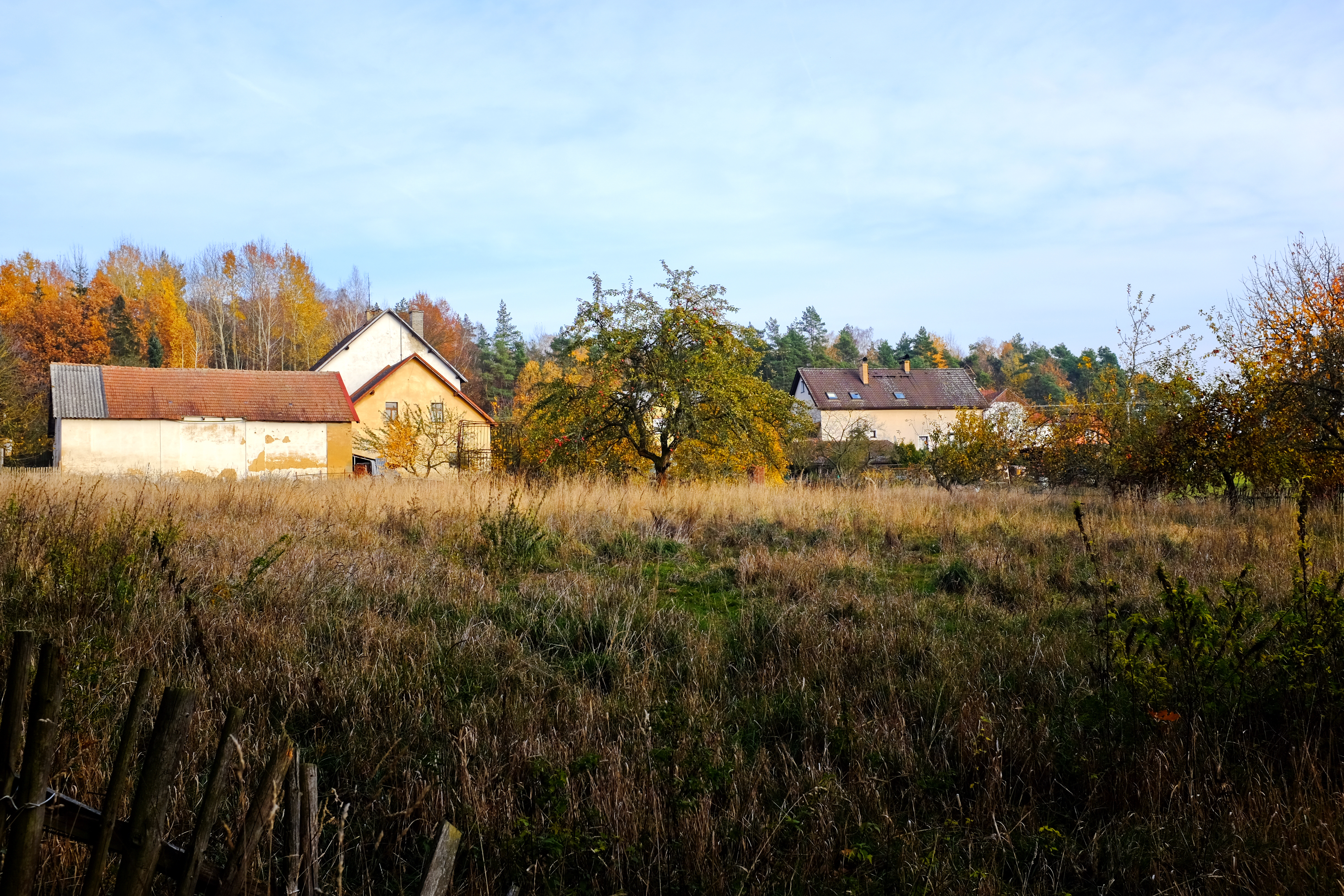
Einige Häuser des Dorfes

Horní Pochlovice, bis 1960 Mýtina (deutsch Hau) ist ein Ortsteil der Gemeinde Kaceřov in Tschechien. Er liegt zweieinhalb Kilometer nordwestlich von Kynšperk nad Ohří und gehört zum Okres Sokolov.

## Geographie
Horní Pochlovice befindet sich linksseitig des Libocký potok (Leibitschbach) an der Kulmer Schwelle (Chlumský práh). Durch den Ort führt die Staatsstraße II/212 zwischen Kynšperk nad Ohří und Luby. Nordöstlich erheben sich der Chlumský vrch (560 m. n.m.) und der Zelený vrch (Mariahilfberg, 570 m. n.m.). Gegen Südosten liegt das abgesoffene Restloch des nördlichen Tagebaus der Braunkohlengrube „Segen Gottes“ (Boží požehnání).
Nachbarorte sind Kaceřov und Lítov im Norden, Drsný Chlum, Chlum Svaté Maří, Svatá Maří Pomocná und Dasnice im Nordosten, Chlumek und Šabina im Osten, Libavské Údolí im Südosten, Dolní Pochlovice und Liboc im Süden, Chotíkov, Mostov, Nebanice und Hněvín im Südwesten, Hartoušov und Vackovec im Westen sowie Milhostov im Nordwesten.

## Geschichte
Der im Elbogener Kreis zwischen Pochlowitz und Katzengrün gelegene und dem Kulmberg westlich vorgelagerte Naheberg war bis ins 19. Jahrhundert fast gänzlich bewaldet und unbesiedelt. Im Jahre 1845 bestand die ganze Bebauung in der zum Gut Littengrün mit Neuhof gehörigen Waldfläche aus der Einschicht Littengrüner Hau bzw. Kaltenbrunn (zwei Dominikalhäuschen) sowie dem einschichtigen Hegerhaus Hau. Konskribiert waren die Häuser nach Pochlowitz. Pfarrort war Königsberg.
Nach der Aufhebung der Patrimonialherrschaften bildete Hau ab 1850 einen Gemeindeteil von Pochlowitz im Gerichtsbezirk Falkenau. Am Fahrweg von Pochlowitz nach Katzengrün entstand in der zweiten Hälfte des 19. Jahrhunderts unterhalb des Hegerhauses eine Ziegelei. Ab 1868 gehörte die Einschicht zum Bezirk Falkenau. Im Jahre 1880 nahm die Königsberger Braunkohlengewerkschaft bei Pochlowitz mit der Grube „Segen Gottes“ ein zweites Braunkohlenbergwerk auf und ließ neben dem Hegerhaus Hau einige Häuschen für die Bergarbeiter errichten.
Zu Beginn des 20. Jahrhunderts wurde auf der Grube „Segen Gottes“ auch der Tagebaubetrieb aufgenommen. Der Braunkohlenabbau erreichte zunehmend das Dorf Pochlowitz, das ab 1906 sukzessive abgebrochen wurde. Die Bewohner wurden in die Egerwiesen gegenüber von Königsberg und in die 800 m nordwestlich des alten Dorfes gelegene Kolonie Hau umgesiedelt. Nach dem Ersten Weltkrieg zerfiel der Vielvölkerstaat Österreich-Ungarn, die Kolonie wurde 1918 Teil der neu gebildeten Tschechoslowakischen Republik. Beim Zensus von 1921 wurde Hau / Mýtina als eine zu Pochlowitz gehörige Häusergruppe betrachtet und nicht näher erfasst. Das alte Dorf Pochlowitz war 1933 bis auf zwei Häuser devastiert. Zwischen der Kolonie und der hinter dem Sicherheitspfeiler der Komotau-Eger entstanden neuen Siedlung Pochlowitz lagen anderthalb Kilometer Entfernung und ein tiefes Tagebauloch; dennoch wurden beide Gemeindeteile weiterhin als eine Einheit angesehen. Nach dem Münchner Abkommen wurde die Gemeinde Pochlowitz 1938 dem Deutschen Reich zugeschlagen und gehörte bis 1945 zum Landkreis Falkenau an der Eger. Der Tagebaubetrieb wurde 1941 wegen Erschöpfung stillgelegt. Nach der Aussiedlung der deutschen Bewohner nach Ende des Zweiten Weltkriegs wurde Mýtina mit Tschechen wiederbesiedelt. 1946 erfolgte auch die Einstellung des Tiefbaubetriebs in Pochlovice; danach soffen die Tagebaue der Grube „Boží požehnání“ (Segen Gottes) sukzessive ab. Die ehemalige Bergarbeitersiedlung wurde weiterhin offiziell als Kolonie bzw. Mýtina bezeichnet; jedoch entstand in dieser Zeit der volkstümliche Name Horní Pochlovice, der seit den 1950er Jahren auch in Karten übernommen wurde. Zum 1. Juli 1960 erfolgten nach dem Willen der Bewohner die Ausgliederung der Kolonie aus der Gemeinde Pochlovice und der Anschluss als Ortsteil Horní Pochlovice an die Gemeinde Kaceřov. Im Jahre 1961 lebten in den 43 Häusern von Horní Pochlovice 293 Personen. Beim Zensus von 2001 bestand Horní Pochlovice aus 52 Wohnhäusern und hatte 193 Einwohner.

## Ortsgliederung
Der Ortsteil Horní Pochlovice bildet einen Katastralbezirk.